# Мордовија
Мордовија, или званично Република Мордовија (рус. Республика Мордовия, мокш. и ерз. Мордовия Республикась), понегде названа Мордова и Мордвинија, је конститутивни субјект Руске Федерације са статусом аутономне републике на простору поволшке Русије.
Главни град републике је град Саранск.

## Етимологија
Република је добила име по титуларном народу Мордвинима који су, након Руса (око 55%), други најбројнији народ у овој републици (са око 40%). Мордвини су народ угро-финског поријекла, традиционално православне вјероисповести.
Првобитно име Мордва и Мордвини, јавља се са монголском инвазијом почетком 11 вијека. Претпоставља се да ријеч Мордва потиче од иранске (скитске) ријечи мирде, што значи „човек, муж, супруг“. Слично значење има и име сусједног народа Маријаца.

## Становништво
| 1989.   | 2002.   | 2010.   |
| ------- | ------- | ------- |
| 964,132 | 888,766 | 834,755 |